# Улдіс Браунс
Улдіс Браунс (латис. Uldis Brauns; 19 грудня 1932, Лутрінська волость, Кулдигський повіт, Латвія — 13 січня 2017, Айзкраукле) — латвійський оператор, сценарист, кінорежисер документального та ігрового кіно. Заслужений діяч мистецтв Латвійської РСР (1982).

## Біографія
Народився 19 грудня 1932 в Лутрінській волості Кулдигського повіту (сьогодні — Салдуський край) Латвії, в селянській родині. Закінчив в 1953 Салдуський зооветеринарний технікум.
Кіно вивчав в Москві, операторський факультет ВДІКу (майстерня Л. Косматова, 1959) та Вищі режисерські курси (1968).
Працював фотокореспондентом в Історичному музеї Латвії (1959-1961). Перейшов на Ризьку кіностудію (1961), оператор і режисер документальних фільмів.
Один з найпоетичніших авторів латвійської кінодокументалістики. Дебютна робота «Білі дзвіночки» (1961) була нагороджена на кінофестивалях в Оберхаузені та Сан-Франциско (1963). Повнометражний документальний фільм 1967 «235 000 000», побудований на контрасті особистої долі окремо взятої людини і глобальної картини життя країни.
Знімав глибокі філософські стрічки про проблеми планетарного масштабу і динамічні репортажні фільми, такі як документальний огляд празького хокейного чемпіонату 1972.
Автор єдиного свого ігрового фільму, знятого в жанрі роуд-муві, — «Літо мотоциклістів» (1975) романтичної історії першого кохання, знятої на тлі нескінченної дороги.
Член Спілки кінематографістів (1962). Автор фотоальбому «Zeme atceras» (1989).
У 2008 режисер Агріс Редович зняв документальний фільм «Улдіс Браунс» з циклу «Кіностоліття Латвії».

## Фільмографія

### Документальні фільми
- 1958 — «Берег» / Krasts — режисер, оператор
- 1961 — «Білі дзвіночки» / Baltie zvani — оператор
- 1961 — «Початок» / Sākums — режисер, оператор
- 1962 — «Будівництво» / Celtne — режисер, оператор
- 1962 — «Робочий» / Strādnieks — режисер, оператор
- 1963 — «Досвід передовиків в заготівлі лісу» / Pirmrindnieku pieredze meža darbos — оператор
- 1963 — «Літо» / Vasara — режисер, оператор
- 1967 — «235 000 000» / 235 000 000 — режисер, оператор
- 1972 — «Чемпіонат Світу і Європи з хокею в Празі, 1972» / Pasaules оон Eiropas čempionāts Hokeja — Praga, 1972 — режисер, оператор, сценарист
- 1977 — «Подорож на Землю» / Ceļojums uz Zemi — режисер, сценарист
- 1979 — «Хроніка мого життя» / Mūsu dzīves hronika — режисер, сценарист
- 1981 — «Моя земля, мій світ улюблений» / Mana zeme, manas mīlestības pasaule — режисер, сценарист
- 1982 — «Капітан Заур Садихов-заде» / Kapteinis Zaurs Sadih-Zade — режисер, сценарист
- 1987 — «Зоряний годинник нашого життя» / Mūsu Dzīves Zvaigžņu stundas — режисер, сценарист
- 2007 — «Прощай, XX століття!» / Ardievu, XX gadsimts! — режисер

### Художній фільм
- 1975 — «Літо мотоциклістів» / Motociklu vasara — режисер